# 鴇色
鴇色（ときいろ）は、トキの風切羽の色である。やや紫に近い淡いピンク。黄がちなピンクを想像する人もいる。朱鷺色や桃花鳥色とも表記する。古名は鴇羽色（ときはいろ）。
江戸時代の染色指南書である『手鑑模様節用』には、「とき羽色一名志ののめいろ」とあり、東雲色（曙色）と同色とされている。特に若い女性の小袖の地色として、現代も好んで使われている。
若い女性の顔色の形容として使われることもある。

## 舞台・文学、現在上の鴇色
- 歌舞伎の大役「三姫」のうち、既婚者である『祇園祭礼信仰記』の雪姫のみ、姫役の代名詞である赤い振袖ではなく、鴇色の振袖を着ることがある。
- 二葉亭四迷の『浮雲』に登場する18歳の美少女・お勢は、黄八丈の小袖に藍鼠の帯、帯上に時色（ときいろ）縮緬という姿で菊見に出かける。当時の若い女性らしい「上品なこしらえ」である。
- 谷崎潤一郎の『痴人の愛』のヒロイン・ナオミが「白っぽい、ふわふわした、薄紫の葡萄の模様のあるモスリンの単衣」と「幅の広い、派手な鴇色のリボン」を身につけるシーンがある。若々しいがやや浮ついた印象の服装である。
- 渡辺温の『アンドロギュノスの裔』には「抜け落ちてしまって一つかみにも足りない髪を、大きな鴇色のリボンで結んだ」、自称13歳の年を食った売春婦が登場する。痛々しい若づくりの象徴が鴇色の大きなリボンである。
- 上越新幹線の車輌にはこの色を用いられることがとても多い。